# Opstal
Opstal falu Buggenhout város része, amely a belga Kelet-Flandria tartományban, Dendermonde körzetben található.

## Története
A falu neve neve a kelet-flandriai holland nyelvjárásban közös legelőt jelent, azaz olyan területet, amelynek nem volt meghatározott tulajdonosa és a közösség használta. A falu első ismert tulajdonosa Grimbergen apátsága, amely 1292-ben Buggenhout városát és környékét kölcsönadta a Bournonville báróknak. A falu ekkor még a grimbergeni apátság irányítása alatt maradt.
A falu lakói 1875-ben küldöttséget menesztettek a helyi püspökhoz és elérték, hogy a faluban templom épüljön. 1876-ban iskolát szerettek volna építtetni, de a szomszédos buggenhout városának önkormányzata ezt ellenezte. Ekkor a falusiak ismét a püspökhöz fordultak és egy katolikus iskola felépítését kérték, de ezt is elutasították. végül 1892-ben döntötték el, hogy a faluban állami általános iskolát nyitnak és 1897 októberében 253 tanulóval kezdődött az iskolaév.